# Tatrabergen
Tatrabergen (polska och slovakiska: Tatry, ungerska: Tátra) är ett bergsområde på gränsen mellan Polen och Slovakien. De är den högsta delen av Karpaterna och är belägna i Västkarpaterna. Bergen är uppdelade i Höga Tatra, längs med gränsen mellan de båda länderna, och Låga Tatra som ligger helt och hållet i Slovakien. Den högsta toppen är den slovakiska Gerlachovský Stít, som når 2 655 meter över havet.
Området är populärt för vintersport, och det finns många vintersportorter i området.
Bergen besjungs i den slovakiska nationalsången Nad Tatrou sa blýska (Det blixtrar ovan Tatra).
Bergen har även gett namn till fordonstillverkaren Tatra.